# Werner Hempel (Botaniker)
Werner Hempel (* 28. August 1936 in Großpostwitz; † 14. Juli 2012 in Bautzen) war ein deutscher Botaniker und Hochschullehrer. Sein botanisches Autorenkürzel lautet „W.Hempel“.

## Leben
Schon während der Grundschulzeit weckte sein Lehrer Theodor Schütze sein Interesse für die Botanik.
Nach Abschluss der Grundschule 1950 machte er an der Friedrich-Schiller-0berschule in Bautzen Abitur. Im Jahr 1954 nahm er ein Studium an der Friedrich-Schiller-Universität Jena auf, das er 1960 als Diplom-Biologe abgeschlossen hat. Das Thema seiner Diplomarbeit bei Otto Schwarz lautete Vorarbeiten zu einer Revision der europäisch-vorderasiatischen Arten der Gattung Melica L. – die Gattung Melica beschäftigte ihn mehr als 50 Jahre.
Danach wirkte er als wissenschaftlicher Aspirant in der Außenstelle Dresden des Institutes für Landesforschung und Naturschutz (ILN) Halle. Als seine Stelle dort 1962 gestrichen wurde, wechselte er zur Technischen Universität Dresden. Dort promovierte er 1967 mit einer Dissertation zur pflanzengeographischen Gliederung Sachsens. Nachdem ein Jahr später das Botanische Institut der TU Dresden aus politischen Gründen aufgelöst worden war, nahm er wieder eine Tätigkeit beim ILN auf, nun als wissenschaftlicher Assistent.
Von der TU Dresden erhielt er 1982 die Lehrbefähigung und übernahm 1984 die Dozentur für Geobotanische Grundlagen der Landschaftsarchitektur. Er wurde 1992 Mitglied der Gründungskommission des Fachbereiches Biologie der TU Dresden. Von 1994 bis zu seiner Emeritierung im Jahr 2001 war er Leiter des neu gegründeten Instituts für Botanik an der TU Dresden und Prodekan der Fachrichtung Biologie.

## Wirken
Ab 1962 war er 25 Jahre ehrenamtlicher Vorsitzender der Arbeitsgemeinschaft Sächsischer Botaniker und des Dresdner Fachausschusses Botanik, er war auch Mitglied des Zentralen Fachausschusses Botanik. Als Meilenstein gilt das Erscheinen der ersten sächsischen Roten Liste gefährdeter Pflanzenarten 1976.
Als Kenner der Pflanzenwelt Sachsens hat er maßgeblich an den methodischen Grundlagen für die Pflanzenkartierung und Erstellung von Verbreitungskarten mitgewirkt. Zusammen mit Hans Schiemenz erarbeitete er eine wissenschaftliche Dokumentation der Naturschutzgebiete Sachsens.
Nach den gesellschaftlichen Veränderungen 1989 engagierte er sich dafür, dass das Botanische Institut der TU Dresden wiedergegründet wurde. Er übernahm die Leitung der Gründungskommission und wurde 1994 Direktor des Botanischen Gartens Dresden.
Mit seiner Habilitationsschrift leistete er einen entscheidenden Beitrag zur Erarbeitung eines Kartenwerkes zur potentiellen natürlichen Vegetation Sachsens.
Nach seiner Emeritierung setzte er seine Lehrtätigkeit an der Hochschule für Technik und Wirtschaft Dresden mit Vorlesungsreihen, unter anderem zur Pflanzenwelt der Erde und zur weltweiten Entwicklung der Nutzpflanzen, fort. Er brachte sich in die Weiterbildungsarbeit der Sächsischen Landesstiftung für Natur und Umwelt und der Winterakademie Neschwitz ebenso ein wie in die Arbeit der Naturforschenden Gesellschaft der Oberlausitz.
Mit seinem umfassenden Werk über die Entwicklung der Pflanzenwelt Sachsens gelang es ihm erstmals, den engen Zusammenhang zur Landnutzung durch den Menschen herauszustellen.
Sein wissenschaftliches Lebenswerk zur Taxonomie der Gattung Melica vollendete er nach jahrzehntelanger Forschung mit einer umfassenden Veröffentlichung.